# 埃米·格里芬
埃米·格里芬（英語：Amy Griffin，1965年10月25日—），旧姓奥尔曼（Allmann），美国女子足球运动员，场上位置是守门员。她曾代表美国国家队参加1991年国际足联女子世界杯，结果队伍获得冠军。